# Giebułtów
Giebułtów (deutsch Gebhardsdorf) ist ein Dorf in der Stadt- und Landgemeinde Mirsk (Friedeberg am Queis) im Powiat Lwówecki der Woiwodschaft Niederschlesien in Polen.

## Geographie

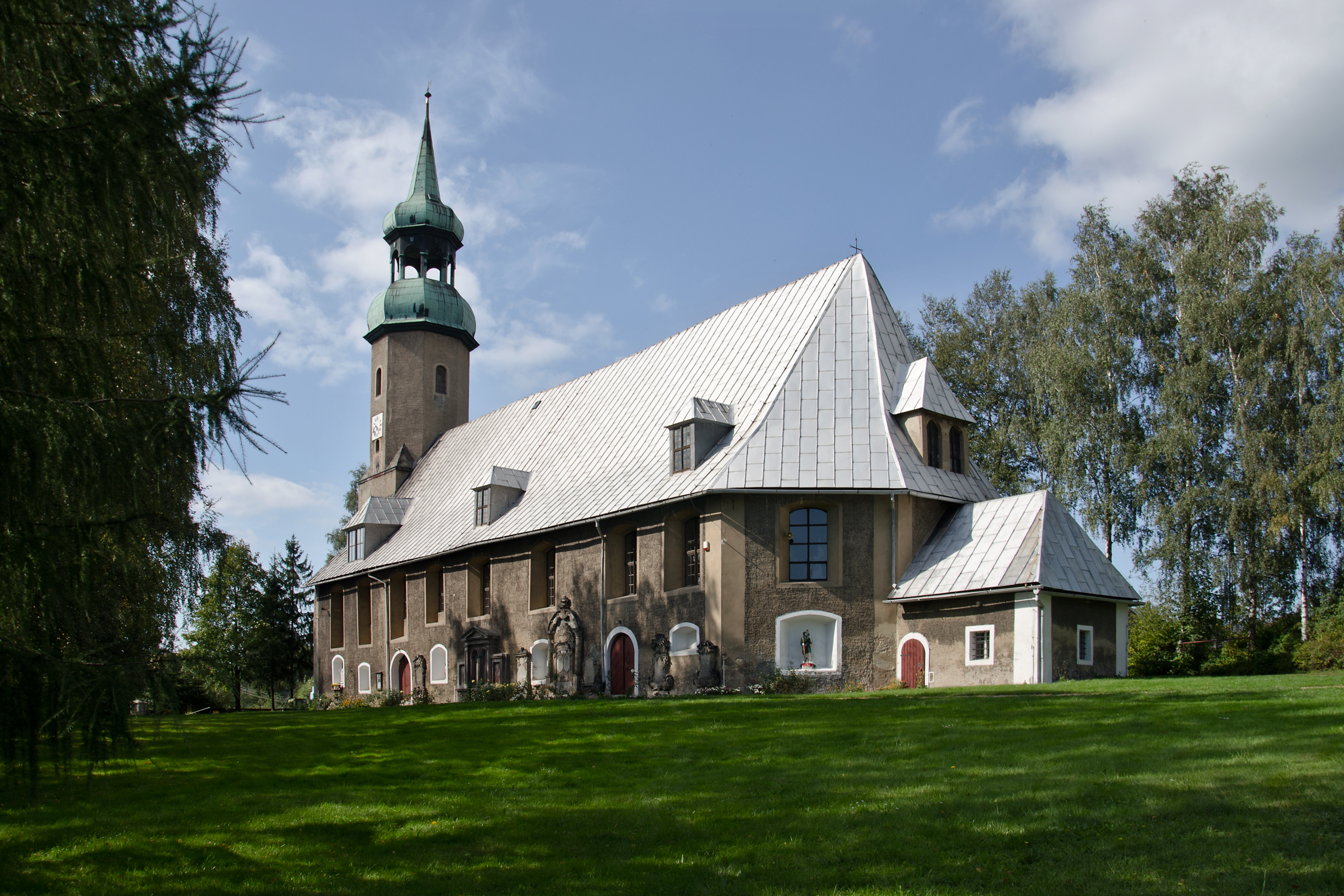
Ehemalige evangelische Zufluchtskirche von Gebhardsdorf, jetzt katholische Pfarrkirche des Ortes

Giebułtów liegt im Isergebirgsvorland, den nördlichen Ausläufern des Isergebirges, am Zusammenfluss des Lausitzbaches und dem Schwarzbach, drei Kilometer nordwestlich von Mirsk. Der Ort untergliederte sich in Ober- und Untergebhardsdorf, die zwei dazugehörigen Exulantenkolonien sind Estherwalde und Augusta. Nachbarorte sind Złotniki Lubańskie (Goldentraum) im Norden, Zacisze (Hartha) und Karłowiec (Karlsberg) im Nordosten, Orłowice (Gräflich Ullersdorf) und im Süden Świecie (Schwerta) mit der Burg Świecie im Nordwesten. Jenseits der Grenze zu Tschechien liegen im Südwesten Nové Město pod Smrkem (Neustadt an der Tafelfichte), Dětřichovec (Dittersbächel) und Jindřichovice pod Smrkem (Heinersdorf an der Tafelfichte).

## Geschichte

### Mittelalter
Gebhardsdorf wurde vermutlich in der ersten Hälfte des 13. Jahrhunderts gegründet. In alten Urkunden hieß es Geppersdorf (1753) oder Göppersdorf (1570). Es gehörte zunächst zum Burgbezirk Schwerta im Oberlausitzer Queiskreis. Von 1187 an war Gebhardsdorf im Besitz des adligen Geschlechts von Uechtritz. Während der Hussitenkriege wurde es 1431 zerstört.

### Die Reformation
1508/09 hielt sich der namhafte Ablasshändler Johann Tetzel in Alt Gebhardsdorf No. 3 im Queiskreis auf. Eine Einreise nach Schlesien wurde ihm versagt. Trotzdem ließ er aus Dankbarkeit für die guten Ablassgeschäfte im Grenzgebiet Sachsen-Schlesien die Kapellen in Friedeberg und Gebhardsdorf mit einem Teil des für den Papst erworbenen Geldes renovieren. Die nun wieder errichtete Kirche St. Michael diente nach Annahme der Reformation als evangelisches Gotteshaus. 1536 trat der Dorfherr zur protestantischen Kirche über. Nach dem Erlöschen des Schwertaer Familienzweigs der Uechtritz wurde die Herrschaft Schwerta dreigeteilt. Gebhardsdorf wurde Sitz der gleichnamigen Herrschaft, die etwa 15 km² groß war und an der Grenze der Oberlausitz zum böhmischen Erbfürstentum Schweidnitz lag. Sie blieb bis ins 20. Jahrhundert im Besitz verschiedener Zweige des Adelsgeschlechts Uechtritz.

### Sächsische Herrschaft
Zusammen mit der Oberlausitz fiel die Herrschaft Gebhardsdorf 1635 an das evangelische Kurfürstentum Sachsen. Dadurch kam es zur Ansiedlung von Glaubensflüchtlingen aus Böhmen und Schlesien, für die auf Gebhardsdorfer Grund zwischen 1650 und 1674 vier Siedlungen (unter anderem Neu Gebhardsdorf um 1663 und 1674 Ober Gebhardsdorf) und zwei weitere, 1713 die Ortssiedlung Estherwaldau und 1730 der Ortsteil Augustthal, entstanden. Bereits seit 1654 diente die Gebhardsdorfer Kirche als Zufluchtskirche für die evangelische Bevölkerung jenseits der Grenze zu Schlesien. 1682 kam es zu einem Prozess zwischen der böhmischen Herrschaft Starkenbach und der sächsischen Herrschaft Gebhardsdorf wegen 200, von George Gernert nach Gebhardsdorf geführter böhmischer Exulanten. Der Kurfürst von Sachsen sollte die Personen auf Prager Geheiß zurückführen. Von den 200 Exulanten wurden 120 auf Grund eine Order aus Wien wieder nach Rochlitz in Böhmen zurückgebracht.
Im Ort wurden zwei Märkte pro Jahr abgehalten. Durch das Einführen der sächsischen Postkutschen (Jouraliere) gab es eine Verkehrsverbindung in die Messestadt Leipzig. Gebhardsdorf erhielt zu der Zeit den scherzhaften Beinamen „Klein-Leipzig“; schlesische Käufer erwarben hier die aus aller Welt herangefahrenen Waren.
1745, nach der Schlacht bei Hohenfriedeberg, rückte vorübergehend ein österreichisches Militär-Corps mit 13.000 Mann in den Ort ein.

### Ortsteile und Einwohnerzahlen
1764 gab es eine erste amtliche Volkszählung:
- Gebhardsdorf 834; Einwohner (Ew)
- Neu Gebhardsdorf; 411 Ew
- Ober Gebhardsdorf; 215 Ew
- Estherwaldau, auch Esterwalde; 150 Ew. Die Exulantenhäuser 1 bis 10 wurden als Runddorf angelegt, die Erweiterung mit den Häusern 11 bis 42 dann als Reihendorf. Hinter den Häusern 9 und 10 lag die sächsisch-schlesischen Grenze; dort wohnten die Exulanten-Nachkommen Gernert aus Rochlitz, wegen der Gefahr der Rückführung nach Böhmen unter dem geänderten Namen Gerner.
- Augustthal; 134 Ew

### Exulanten und Glaubensprobleme
Die Glaubensprobleme und -zerwürfnisse des 16. und 17. Jahrhunderts sind in einem Aufsatz „Die Buschprediger im Riesengebirge“ von Ullrich Junker (Bodnegg 2019) beschrieben. Oberpfarrer der Wigandsthal - Meffersdorfischen Kirche Johann Ehrenfried Frietzsche hat über diese Prediger der Zeit in „Das Andenken derer in hiesigen Gegenden sonst sehr bekannt gewesenen Buschprediger“ geschrieben.
Anfang des 18. Jahrhunderts kam es durch die Glaubensausübung der böhmischen Exulanten zu Zerwürfnissen in der Gemeinde, die sich erst wieder 1740 durch Wegzug und Vertreibung der ehemaligen Exulantenfamilien legte. Nach dem Westfälischen Frieden wurde im Reglement cuius regio eius religio festgeschrieben, das Untertanen die Konfession des Landesherren nicht annehmen müssen. Im benachbarten katholischen Niederschlesien blieben größere Landesteile evangelischen Glaubens. Anders aber in Böhmen, der Rekatholisierungsdruck führte zur Vertreibung und zum Wegzug vieler evangelisch gläubigen Böhmen nach Sachsen. Die Exulanten wurden im Queiskreis seit 1650 von den protestantisch adligen Dorfherren aufgenommen. 1682 führte der Exulantenführer George Gernert der Jüngere dem Herrn von Uechtritz zweihundert Exulaten aus Rochlitz an der Iser zu. Der Gutsherr Caspar Christoph von Üchtritz gebot seinen Leibeigen in seinen Dörfern Schwarzbach, Gebhardsdorf, Schwerta und Scheibe hohe Strafen zu verhängen, wenn sie die Entlaufenen nicht aufnehmen würden. So entstand Estherwalde als Exulantenkolonie von Gebhardsdorf. Die Verluste des Dreißigjährigen Krieges auf der sächsischen Isergebirgsseite wurden durch die Zuwanderung ausgeglichen. Die Estherwalder Protestanten besuchten die Kirchen in Wiesa und in Alt Gebhardsdorf. Der Ablasshändler Johann Tetzel ließ Anfang des 16. Jahrhunderts aus Dankbarkeit für die guten Ablassgeschäfte im Grenzgebiet Sachsen-Schlesien die Kapellen in Friedeberg und Gebhardsdorf mit einem Teil des für den Papst erworbenen Geldes renovieren. Die nun wieder errichtete Kirche St. Michael diente nach Annahme der Reformation als evangelisches Gotteshaus. 1536 trat der Dorfherr zur protestantischen Glauben über. Langfristig profitierten die sächsischen Herren von den handwerklich ausgebildeten Exulanten. Viele schlesische Exulanten kamen zusätzlich über die Grenze zu den Gottesdiensten nach Sachsen. Zur Glaubensausübung, durch anderen Rieten der Böhmen bedingt, wurden kirchliche Regeln erlassen. Die zuständige Alt Gebhardsdorfer Kirche bestimmte, den Zeitpunkt der böhmischen Gottesdienste, diese vor dem Vormittagsgottesdienst der angestammten sächsischen Dorfbevölkerung durchzuführen. Später nach Anstieg der Bevölkerung durch Exulanten dann danach. In der Parochie Gebhardsdorf kam es nach 1720 durch neue Exulanten zu „Mißhelligkeiten“. So zogen 12 Familien, zusammen 60 Personen, aus Gründen der Uneinigkeit in der Glaubensausübung, mit Streit und Zerwürfnissen innerhalb der Gemeinde Gebhardsdorf fort. Daraufhin führten einige Gruppen böhmischer Gläubiger ein eigenes Gemeindeleben mit heimlichen Konventikel. 1728 wurden dann aus diesem Grund in der Gegend 21 Personen gefangen gesetzt. Aus verschiedenen Glaubensauffassungsgründen wurden für einige böhmische Exulanten Ortsverweise ausgesprochen: Die, welche sich nicht fügen wollten, bekamen Befehl, ihre Häuser zu verkaufen und wegzuziehen. Die Bleibenden aber versprachen, Hausgottesdienste nur noch bei ihren Predigern zu halten.... 1740 erloschen in Gebhardsdorf und seinen Exulantenkolonien die böhmische Gottesdienste. Der Gebhardsdorfer böhmische Prediger verließ den Ort und es blieb nur noch ein böhmischer Vorleser. Viele ehemalige Böhmen ließen ihre Kinder in der evangelischen Grenz- und Zufluchtskirche in Wiesa taufen und heiraten. 
Administrativ wurden die kirchlichen Misshelligkeiten gelenkt und behoben. So lenkte Ernst Graf von Seherr-Thoss, der u. a. Polizei und Distrikts-Kommisarius von Meffersdorf und Schwerta war, die Geschicke einiger Exulantenfamilien. Zum Beispiel zogen drei Familien, unter ihnen die Nachkommen des Exulatenführers Gernert, nach Niederschlesien in Primkenauer Stadtdörfer wie Petersdorf, die die Eisenhütten betreibende Familie von Seherr-Thoss nach 1750 käuflich erwarb.

### Preußische Herrschaft
Nach dem Wiener Kongress 1815 fiel Gebhardsdorf zusammen mit dem Queiskreis und der Ostoberlausitz an Preußen. Es wurde nun der Provinz Schlesien zugeschlagen und 1816 als selbständige Landgemeinde dem neu gebildeten Landkreis Lauban im Regierungsbezirk Liegnitz eingegliedert. Dadurch verlor Gebhardsdorf 1816 seine regelmäßigen Jahrmärkte. Es gab zudem Einschnitte in der wirtschaftlichen Entwicklung der Gemeinde. 1630 Einwohner lebten in der Folgezeit, um 1860, von den Einnahmen der Kattunfabrikation, der Zwirnfabrikation, der Weberei, vom Spillenmacher- und vom Drechslerhandwerk, dem Ackerbau und den einträglichen Marktgeschäften. 1874 wurde der Amtsbezirk Gebhardsdorf gebildet, der am 1. Januar 1908 aus den Landgemeinden Gebhardsdorf, Hartha, Karlsberg und Wiesa sowie den Gutsbezirken Gebhardsdorf, Hartha und Wiesa bestand.

### Nationalsozialismus
Während des Zweiten Weltkriegs befand sich mit dem Namen Friedeberg außerhalb von Gebhardsdorf auf einer Anhöhe ab September 1944 eines von fast hundert Außenlagern des KZ Groß Rosen. Die Häftlinge waren 500 jüdischen Frauen aus Polen und Ungarn, die nach einer Selektion in Auschwitz zur Zwangsarbeit für den kriegswichtigen Rüstungsbetrieb und Hersteller von Flugzeugteilen Aerobau Heinrich Lehmann KG nach Gebhardsdorf transportiert worden sind. Am 18. Januar 1945 wurden sie zusammen mit 260 Frauen des Außenlager Gräflich-Röhrsdorf auf einen Todesmarsch nach Westen in das 30 Kilometer entfernte St. Georgenthal (heute Jiřetín pod Jedlovou in Tschechien) gebracht, wo sie erst am 8. Mai 1945 durch sowjetische Truppen der Roten Armee befreit wurden.
Nach Kriegsende fiel Gebhardsdorf 1945 an Polen und wurde in Giebułtów umbenannt. Die deutschsprachige Bevölkerung wurde größtenteils vertrieben. Die neu angesiedelten Bewohner waren teilweise Zwangsausgesiedelte aus Ostpolen. 1975–1998 gehörte Giebułtów zur Woiwodschaft Jelenia Góra.

## Verwaltung
Zu Giebułtów gehören heute die beiden Weiler Augustów und Wola Augustowska und der Ortsteil Giebułtówek (deutsch: Neu Gebhardsdorf). In den Jahren 1954–1972 gehörte das Dorf zur Gemeinde Giebułt und war deren Sitz. In den Jahren 1975–1998 gehörte die Stadt administrativ zur Woiwodschaft Jelenia Góra.

## Sehenswürdigkeiten
Zu den denkmalgeschützten Gebäuden gehören heute:
- Die Filialkirche Erzengel St. Michael (kościół filialny pw. św. Michała Archanioła) wurde 1508 an der Stelle einer 1431 durch die Hussiten zerstörten Kirche errichtet. Nach Einführung der Reformation diente sie als evangelisches Gotteshaus, ab 1654 als Zufluchtskirche. 1703/04 wurde sie wegen Platzmangel zu einem rechteckigen Saalbau für 2000 Gläubige umgebaut. Der spätbarocke architektonische Hauptaltar wurde 1735 geschaffen. Die Kanzel schuf der Löwenberger Bildhauer Gottfried Lincke. An der Südfassade befinden sich zahlreiche Epitaphien aus dem 17. bis 19. Jahrhundert. Seit dem Übergang an Polen 1945 dient die Kirche wiederum als katholisches Gotteshaus. Die zweigeschossigen Emporen mit Malereien aus dem Jahr 1714 wurden 1963 bei Renovierungsarbeiten entfernt.

- Der Evangelische Friedhof (cmentarz ewangelicki) aus der Zeit um 1700

- Das Schloss Gebhardsdorf mit dem dazugehörigen Park. Das Schloss (pałac) wurde im 18. Jahrhundert von Christoph von Uechtritz errichtet. Umbauten und Restaurierungen erfolgten im 19. und Anfang des 20. Jahrhunderts. Nach 1945 wurde es dem Verfall preisgegeben.

- Der Ablassprediger und -händler Johann Tetzel hielt sich 1508/09 in Alt Gebhardsdorf Nr. 3, einem Umgebindehaus, auf. Aus Dankbarkeit für seine guten Geschäfte ließ er die Kapelle von Gebhardsdorf renovieren.[12] Das Tetzelhaus (Dom Tetzela) soll mit Unterstützung der Euroregion Neisse - Nisa - Nysa und des Europäischen Regionalfonds zu einer deutsch-polnischen Begegnungsstätte ausgebaut werden (projektiert 2020–2022).

- Das Haus Nummer 84 aus dem Jahr 1784

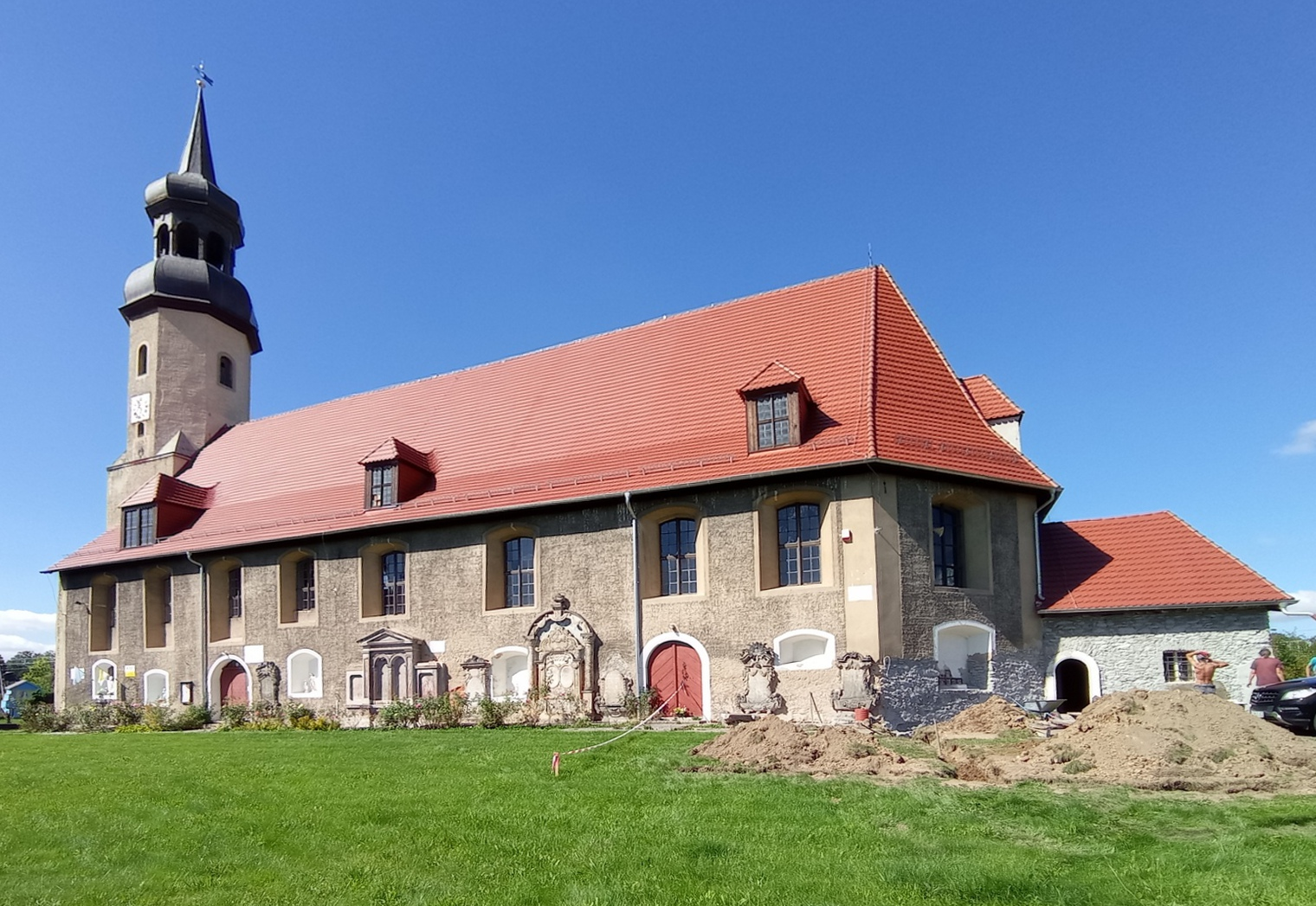
St. Michael
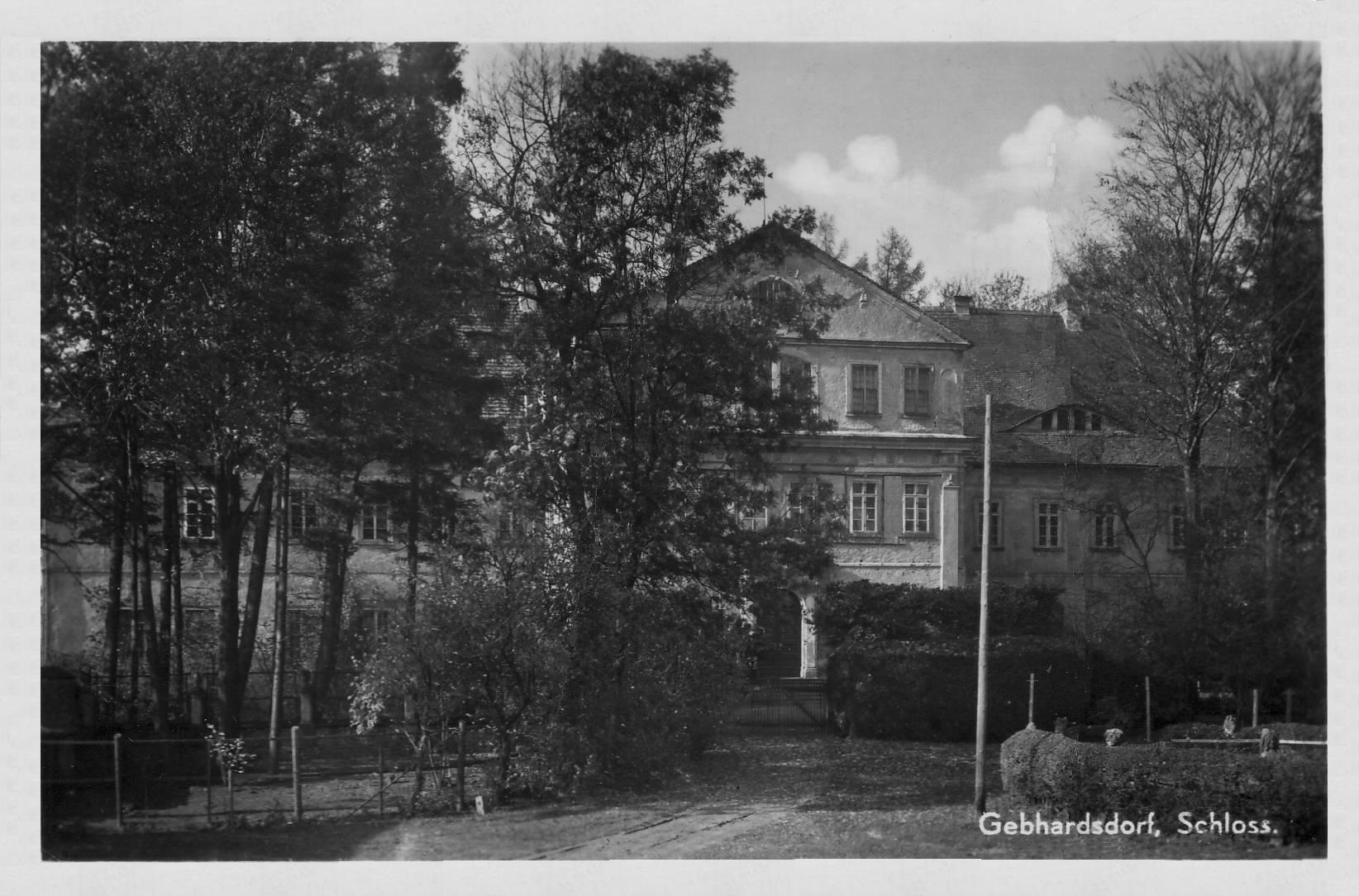
Schloss Gebhardsdorf vor 1945
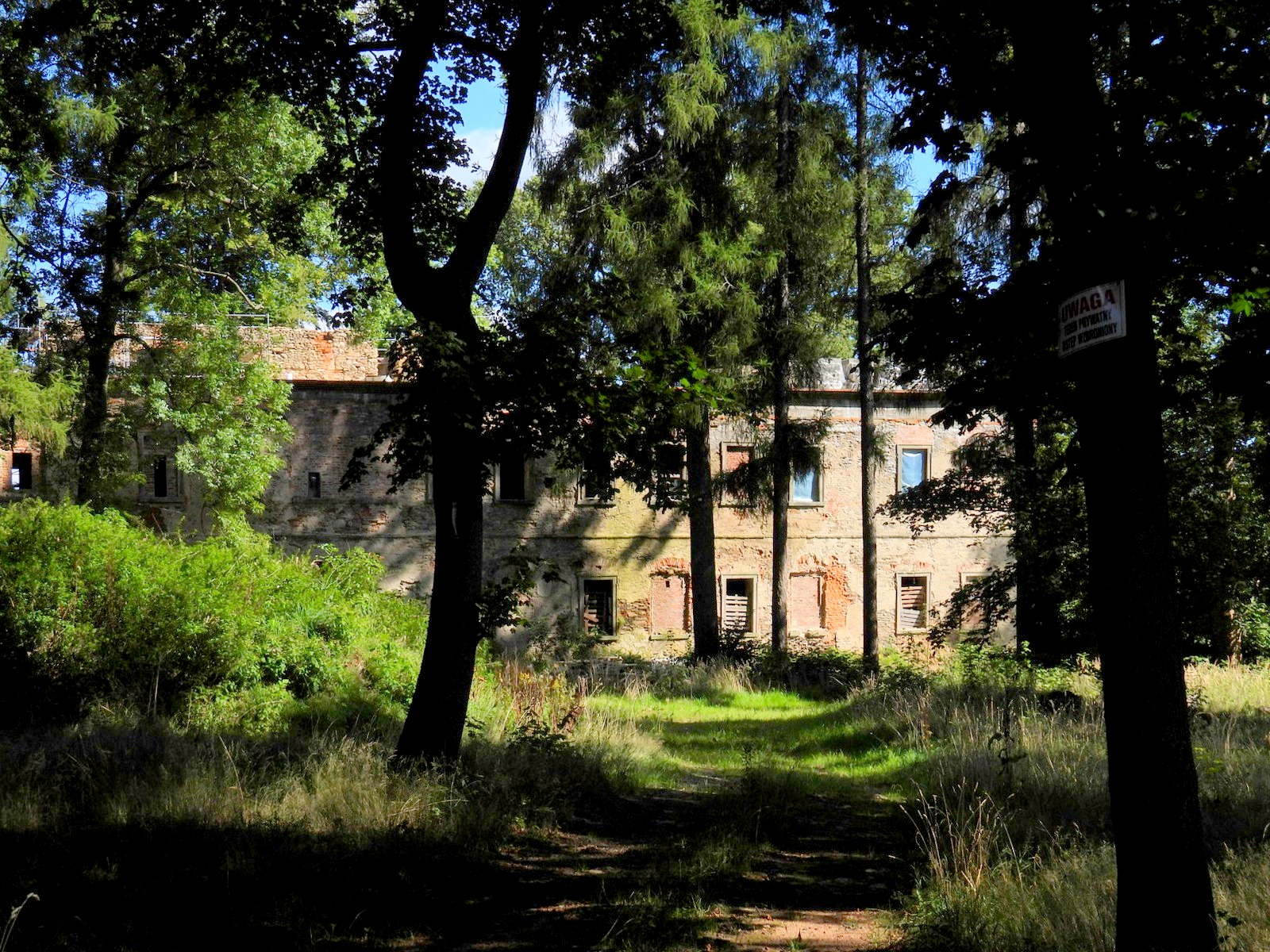
Die Schlossruine heute
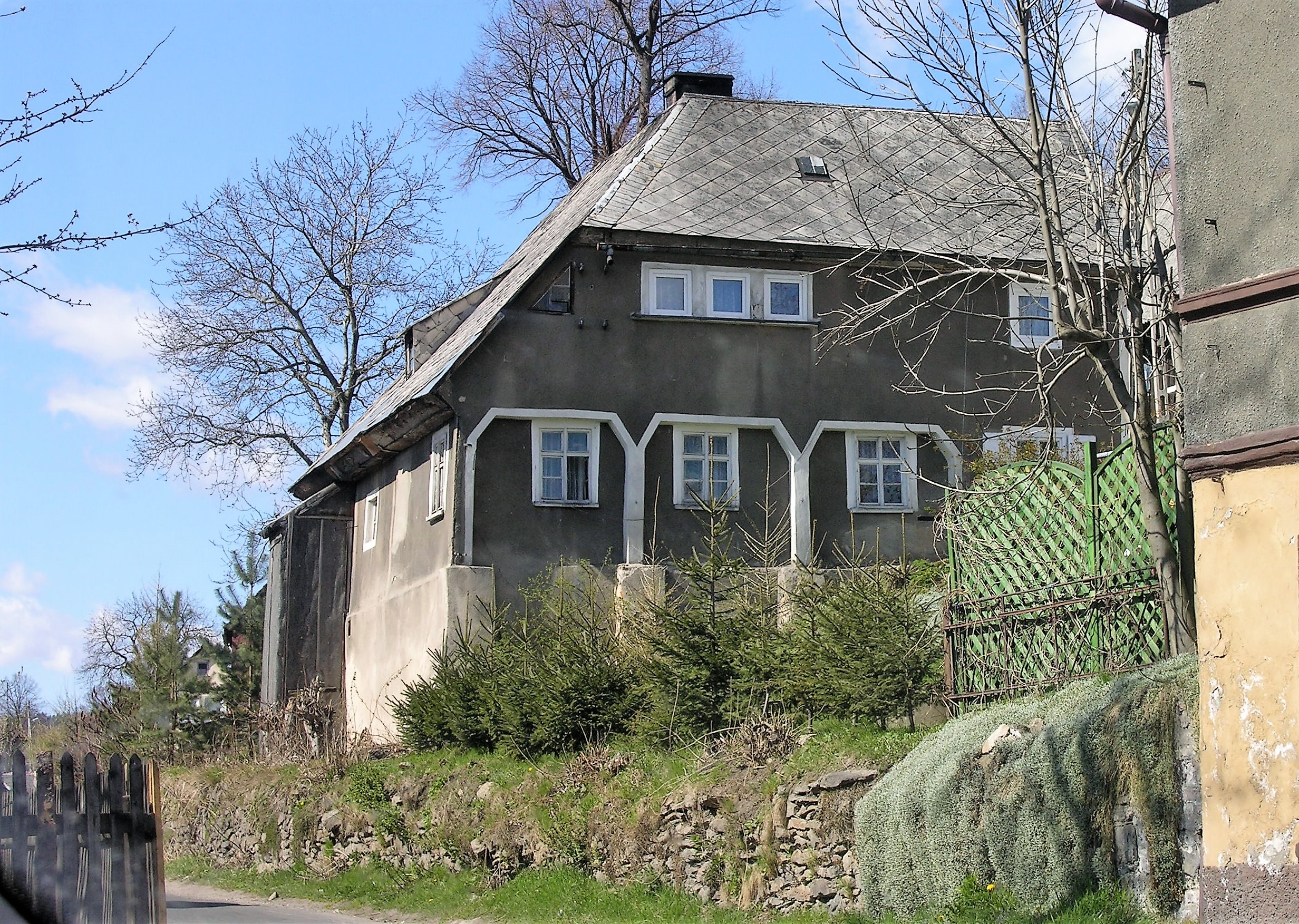
Das Tetzel-Haus

## Persönlichkeiten
- Johann Tetzel (1465–1519), Dominikaner, Ablassprediger, wirkte in Gebhardsdorf
- George Gernert (1630–1693), Exulantenführer, böhmischer Gerichtsprimus und Dorfrichter
- Paul Hubrich (1869–1948), deutscher Bildhauer
- Horst Kleineidam (* 1932), deutscher Dramatiker